# Gobernador de Santa Elena, Ascensión y Tristán de Acuña
El gobernador del territorio británico de ultramar de Santa Elena es el representante de la Corona británica en la isla Santa Elena, y concurrentemente en la isla Ascensión y el archipiélago de Tristán de Acuña. Actúa «en nombre de Su Majestad», como jefe del Estado de facto en la ausencia de la monarca británica y así también como el jefe de Gobierno de jure y comandante en jefe del territorio. El papel y las facultades de dicho gobernador se describen en la Constitución de Santa Elena, Ascensión y Tristán de Acuña, adoptada en 2009.

## Características
El gobernador utiliza una variante de la bandera del Reino Unido con el escudo de Santa Elena en el centro. Reside en la Casa de las Plantaciones en el asentamiento de San Pablo, estando sus oficinas ubicadas en El Castillo, en el centro de Jamestown, ciudad principal de Santa Elena.
Hasta el año 2009, este territorio fue llamado «Santa Elena y Dependencias» o simplemente Santa Elena. Sin embargo, el 1 de septiembre de ese mismo año, entró en vigencia una nueva constitución que estableció el actual nombre y entregó igual estatus a cada territorio insular. Sin embargo, el cargo se mantuvo con el nombre de «Gobernador de Santa Elena».
El gobernador es nombrado por la monarca británica. En caso de vacancia o retiro del gobernador a largo plazo, la monarca nombra un gobernador interino. Si el gobernador está fuera de la isla por un corto tiempo (principalmente cuando realiza visitas a Ascensión o Tristán de Acuña) o está enfermo por un corto período, puede nombrar a cualquier persona en Santa Elena como adjunto. El adjunto debe seguir cualquier instrucción emitida por el gobernador. Esto se realiza de forma corriente. En los últimos años el Secretario General (o en su ausencia, el fiscal general) ha asumido este rol temporal en ausencia del gobernador, los casos más recientes fueron en 2011.